# 南部義元
南部 義元（なんぶ よしもと）は、鎌倉時代後期の武将。甲斐南部氏初代当主。南部実光の孫。

## 生涯
南部氏3代当主・南部時実の五男として誕生。
義元は父、宗家第3世時実により甲斐の南部庄を分封されて治め家を興し封務を執る。
元弘元年（1331年）8月、倒幕の陰謀が発覚した後醍醐天皇は笠置山に行幸するが、前年の4月に父・南部実継の命を受け上洛した長継は護良親王を奉じて楠木正成の麾下に入っている。
元弘元年9月20日、高時は大仏陸奥守、普恩寺相模守、足利治部大輔、他を大将軍とする20万余騎の幕府軍を京に差し向けると正成らは赤坂城に立篭る。この時、幕府軍の中に南部三郎二郎の名が見える。幕府軍は9月に笠置山、10月に赤坂城を落とし、翌元弘2年（1332年）3月7日に捕えていた後醍醐帝を隠岐島へ配流すると、12月には捕縛されていた実継が斬られている。
元弘3年（1333年）2月11日、大塔宮の発した綸旨を受けた新田義貞が関東へ戻ると、5月、高氏は幕府に叛き京の六波羅を攻め鎌倉に反旗を翻し、北条仲時などが討たれるが、義元は甲斐に帰っている。